# Jack and the Beanstalk (film, 1902)
Jack and the Beanstalk je americký němý film z roku 1902. Režisérem je Edwin S. Porter (1870–1941). Film trvá zhruba deset minut. Film se natačel v Edisonově studiu od května do června 1902 a premiéru měl 15. července 1902.
Jedná se o nejstarší známou filmou adaptaci anglické lidové pohádky Jack a stonek fazole.